# Money Maker
《Money Maker》는 미국의 랩퍼 루다크리스의 노래로, 퍼렐 윌리엄스가 피쳐링 해주었다. 이 노래는 2006년 앨범 Release Therapy에 수록되어 있기도 하다. 빌보드 핫 100 차트에서 2주 1위를 차지했었다.